# Прапор Бойківського району
Пра́пор Бойківського райо́ну — офіційний символ Бойківського району Донецької області, затверджений 30 липня 2003 року рішенням № 4/10-134 сесії Тельманівської районної ради.

## Опис
Прапор являє собою зелене полотнище, що має співвідношення ширини до довжини 2:3. На ньому зображено блакитний Т-подібний хрест з жовтою облямівкою. На його перекладині, шириною 1/3 ширини прапора, дугоподібно розташовано сім жовтих чотирипроменевих зірок.